# HEWサイクラシックス2005
HEWサイクラシックス2005は、HEWサイクラシックスの10回目のレース。2005年7月31日に行われた。

## 結果
ハンブルク 250km
|    | 選手名                       | 国籍           | チーム名                       | 時間          |
| -- | ---------------------------- | -------------- | ------------------------------ | ------------- |
| 1  | フィリッポ・ポッツァート     | イタリア       | クイックステップ               | 6時間00分59秒 |
| 2  | ルカ・パオリーニ             | イタリア       | クイックステップ               | 同            |
| 3  | アラン・デイヴィス           | オーストラリア | リベルティ・セグロス＝ヴュルト | 同            |
| 4  | ファビアン・カンチェラーラ   | スイス         | ファッサ・ボルトロ             | 同            |
| 5  | ダヴィデ・レベッリン         | イタリア       | ゲロルシュタイナー             | 同            |
| 6  | マルティン・エルミガー       | スイス         | フォナック                     | 同            |
| 7  | サルヴァトーレ・コッメッソ   | イタリア       | ランプレ・カッフィータ         | 同            |
| 8  | ウラディミール・グセフ       | ロシア         | チームCSC                      | 同            |
| 9  | フアン・アントニオ・フレチャ | スペイン       | ファッサ・ボルトロ             | 同            |
| 10 | ベルト・グラプシュ           | ドイツ         | フォナック                     | 同            |